# Otmarov
Otmarov är en ort i Tjeckien.   Den ligger i regionen Södra Mähren, i den sydöstra delen av landet, 200 km sydost om huvudstaden Prag. Otmarov ligger 188 meter över havet och antalet invånare är 188.
Terrängen runt Otmarov är platt.Runt Otmarov är det ganska tätbefolkat, med 100 invånare per kvadratkilometer. Närmaste större samhälle är Brno, 11,5 km norr om Otmarov. Trakten runt Otmarov består till största delen av jordbruksmark.